# Beverly (Massachusetts)
Beverly es una ciudad situada en el condado de Essex, Massachusetts, Estados Unidos. Tiene una población estimada, a mediados de 2023, de 42 318 habitantes.

## Geografía
La localidad está ubicada en las coordenadas 42°33′24″N 70°50′42″O / 42.55667, -70.84500 (42.556659, -70.84496). Según la Oficina del Censo, tiene una superficie total de 58.50 km², de los cuales 39.08 km² corresponden a tierra firme y 19.42 km² están cubiertos de agua.

## Demografía
Según el censo de 2020, en ese momento la ciudad tenía una población de 42 670 habitantes. La densidad de población era de 1091.86 hab./km². El 86.02% de los habitantes eran blancos, el 2.32% eran afroamericanos, el 0.14% eran amerindios, el 2.23% eran asiáticos, el 0.03% eran isleños del Pacífico, el 2.79% eran de otras razas y el 6.47% eran de una mezcla de razas. Del total de la población, el 6.32% eran hispanos o latinos de cualquier raza.